# Терпіння (Цілком таємно)
Терпіння (Patience) — 3-й епізод восьмого сезону серіалу «Цілком таємно». Епізод не належить до «міфології серіалу» — це монстр тижня. Прем'єра в мережі «Фокс» відбулася 19 листопада 2000 року.
У США серія отримала рейтинг Нільсена, рівний 8.2, це означає, що в день виходу її подивилися 13.3 мільйона глядачів.

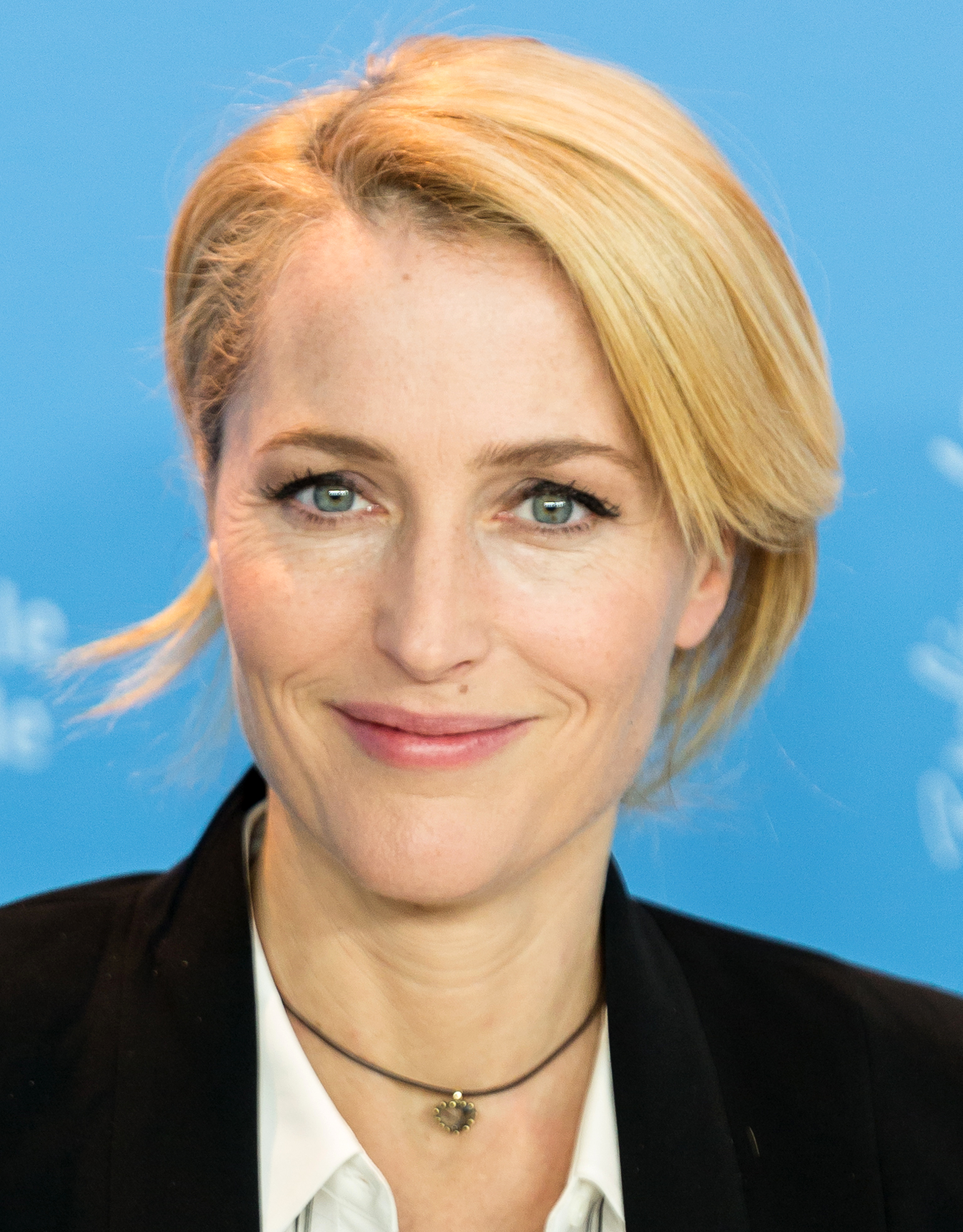

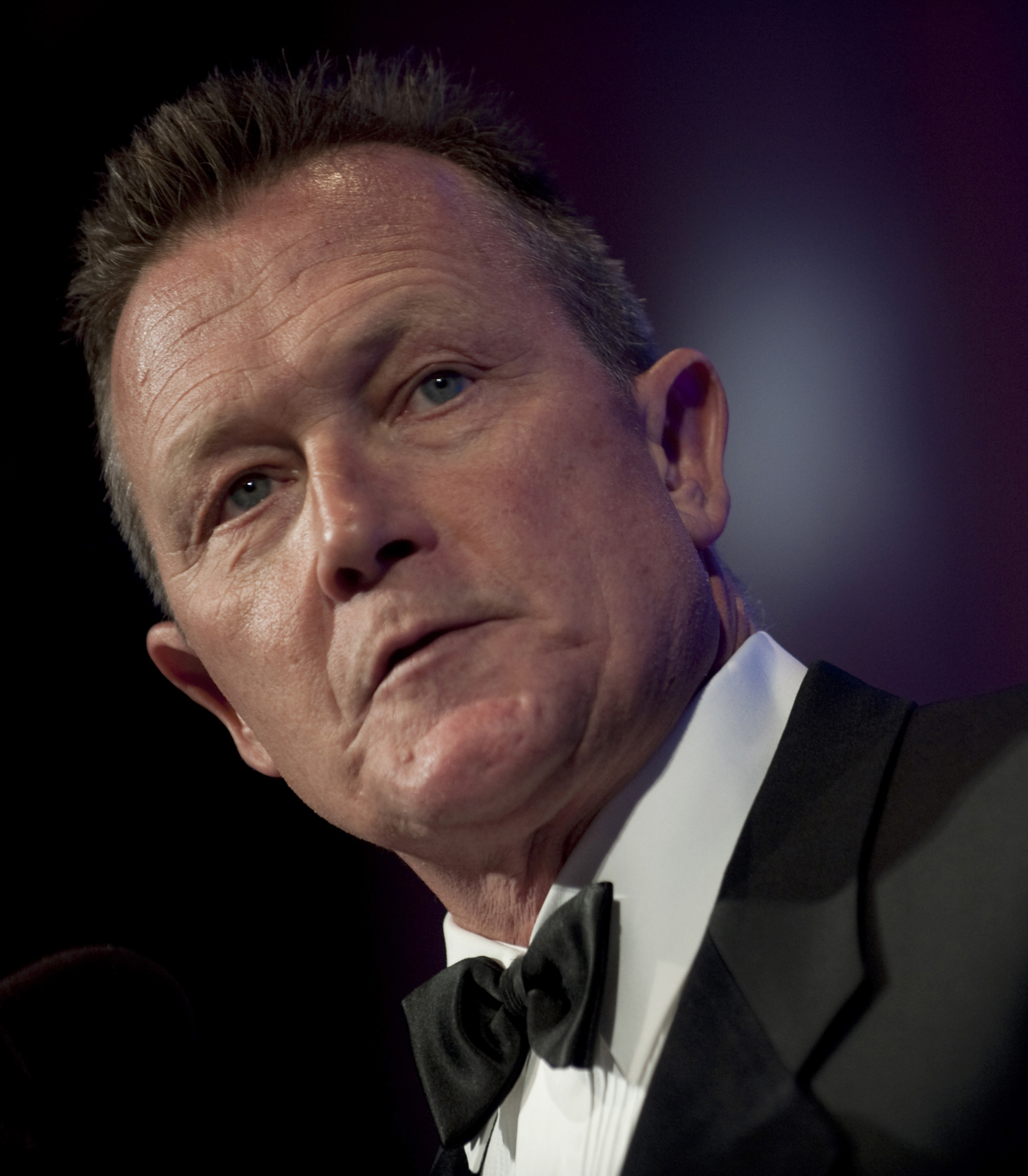

У своєму першому спільному справі Скаллі і Доггетт розслідують жорстокі вбивства, яке здійснює істота на зразок кажана. Виявляється, що методи розслідування у двох агентів сильно розрізняються, так як Джон ще не звик до подібних справ.

## Зміст
Істина поза межами досяжного
У Берлі (Айдахо) трунар глибокої гочі повертається з роботи. Дружина шпетить його за стійкий запах формаліну та відсилає перевдягнутися. При відсвітах нічної блискавки трунар помічає над собою якусь велетенську істоту. Дружина чує незрозумілі звуки і спускається додолу — гине і вона.
Скаллі в своєму кабінеті кладе до шухляди табличку з іменем Фокса Малдера. Після напруженого здоровкання із Доггеттом Дейна ставить знову на стіл табличку Малдера. Скаллі ознайомлює Доггетта із справою убивства родини трунаря. Скаллі зазначає, що причиною смерті є втрата крові від укусів зі слідами людських зубів на їхніх тілах.
Скаллі і Доггетт прибувають на місце злочину в Айдахо і зустрічаються з детективом Мейлом Ебботтом. Він каже, що місцеві детективи не вважають, що укуси були зроблені людиною. Ебботт привертає їх увагу до дивного сліду, вважаючи, що дикі тварини згодом харчувалися тілами. Скаллі вказує, що існує лише один слід, який виглядає зловісно людським, і що якби його залишила тварина, до тіл було б більше слідів. Місцеві детективи вибачливо розступаються з можливого радіусу затоптаних ними слідів. Скаллі і Доггетт перевіряють будинок і знаходять відбитки, що ведуть нагору та на горище. Всередині Скаллі і Доггет знаходять відсутні пальці трунаря. Вони виглядають так, ніби їх щось відригнуло, і сліди кігтів на горищі свідчать про те, що щось звисало з крокв — як і над порогом будинку. Тим часом літню пані Мак-Кессон вбивають на її горищі, доки вона дивилася у фотоальбом.
У морзі Скаллі пояснює, що вона вивчала рани від укусів і виявила — вони схожі, але по суті відрізняються від укусів людини. Слина на відригнутих пальцях містить антикоагулянти, які є у слині тільки кажанів. Доггет вважає докази цікавими завдяки газетній статті, яку він приніс Скаллі: у 1956 році повідомлялося про серію смертей, які закінчилися, коли група мисливців вбила істоту схожу на кажана і привезла її до морга округу в частині штату Монтана. Коронер сказав, що істота не була ні кажаном, ні людиною. Тоді ж коронера вбили через кілька днів і незабаром ще кілька людей були вбиті або зникли. Потім убивства припинилися. А через 44 роки істота з'явилася знову.
Скаллі та Доггетт приєднуються до розслідування у будинку Мак-Кессонів. Скаллі припускає зв'язок між спаленим тілом Аріель Мак-Кессон, яка зникла в 1956 році, та її матір'ю, останньою жертвою. Скаллі вважає, що спалене тіло слід ексгумувати, щоб дізнатися про зв'язок з іншими випадками смертей. Хтось на горищі у масці збирає кажанів і садовить їх в клітку.
Гробокопачі поночі вже розкопали труну, коли детектив Ебботт з'являється на міському кладовищі. Вони кажуть детективу, що їм не довелося копати, тому що хтось уже викопав труну і подряпав кришку. Поки вони їдуть разом із тілом, Ебботт оглядає дупло в дереві — він там зачув шум. Істота всередині, і вона знищує Ебботта.
Поліція пригнічена смертю Ебботта і звинувачує Скаллі, а Доггет нагадує їм, що винним є лише те, що вбило шерифа та інших. Скаллі пояснює, що Аріель Мак-Кессон померла від серцевої недостатності, а потім була спалена — щоб щось приховати. Вона розуміє, що всі жертви були людьми, які контактували з тілом Аріель Мак-Кессон. Ебботт розслідував злочин, її мати ідентифікувала тіло, трунар підготував тіло, а Мирон Стефанюк витяг тіло з річки. Усі, крім Мирона Стефанюка, зараз мертві. Доггет і Скаллі знаходять Мирона і розпитують його про Ерні Стефанюка, одного з мисливців із 1956 року, який, як він повідомляє, зник давно. Доки Мирон готує стареньку автівку до виїзду — високо над дверима в ангарі висить людина-кажан. Зрештою вони вистежують Ерні Стефанюка (це є чоловік в масці), який розповідає, що він 44 роки ховався на острові посеред озера зі своєю дружиною Аріель. Він повідомляє їм, що людино-кажан полює лише вночі, а Мирону загрожує небезпека. Доггет повертається, щоб знайти Мирона, але на нього нападає істота біля річки.
Ерні каже, що істота-кажан вбиває будь-кого із запахом його, тому він спалив тіло своєї дружини, щоб спробувати приховати запах. Ерні каже, що зараз Скаллі позначена, і істота теж піде за нею. Коли його наземний радіолокатор вимикається, Скаллі виходить на вулицю. Ерні залишається всередині і його вбиває істота-кажан. Скаллі повертається та бачить як істота патрає Ерні; їй вдається вистрілити кілька разів в істоту. З'являється Доггет і стріляє в істоту ще кілька разів, рятуючи Скаллі. Істота зникає в темному небі ночі, поки Скаллі допомагає пораненому Доггетту. Повернувшись до офісу, вони отримують факс від Мирона, який вижив і переховується у Вайомінгу.
Скаллі ховає табличку Фокса Малдера у глибоку шухляду стола.

## Зйомки
Епізод був написаний і режисований Крісом Картером. Епізод, натхненний «поверненням до основ… попередніх сезонів», містить постать людини-кажана як головного лиходія. Цей персонаж був натхненний лиходієм з коміксів 1970-х років, Мен-Бетом, одним із головних дієвих постатей історій про Бетмена. Під час зйомок епізоду використовували живих кажанів, таких як Rousettus aegyptiacus.
«Терпіння» першим випробовувало скептицизм Доггетта щодо паранормальної активності. Як пояснював Роберт Патрік, «(„Терпіння“) починає грати з моєю готовністю вірити в паранормальні та дивні події. У вас є хлопець, який є кажаном — що є дещо поза нормою». Цей епізод був також першим в «Цілком таємно», де ні Девід Духовни, ні його ім'я не були представлені в початкових титрах. Після закінчення контракту з «Fox», Духовни припинив повну участь у серіалі після завершення сьомого сезону. Щоб пояснити відсутність Малдера, персонажа Духовни викрали інопланетяни у фіналі сьомого сезону («Реквієм»)

## Показ і відгуки
Епізод вперше вийшов в ефірі «Fox» 19 листопада 2000 року. Він отримав рейтинг Нільсена 8,2, що означає — його бачили 8,2 % домогосподарств країни. Епізод переглянули 8,27 млн домогосподарств та 13,3 млн глядачів. Епізод був визнаний 42-м найпопулярнішим за тиждень, що закінчився 19 листопада 2000 року. Згодом епізод був показаний у Великій Британії на телеканалі «BBC Two» 28 липня 2002 року.
Джей Андерсон, оглядач «WhatCulture», позитивно віднісся до епізоду. Відзначаючи повернення серіалу до «темного, моторошного коріння» у восьмому сезоні, Андерсон описав його як «ранній успіх у поверненні в царство страшного». Оглядач визнав людського кажана восьмою найстрашнішою істотою серіалу. Оглядачка «Телебачення без жалю» Джессіка Морган оцінила епізод відзначкою «D» і розкритикувала посилання епізоду на відсутність Малдера — насамперед сцену, де Скаллі прибрала табличку з ім'ям Фокса, із сардонічним запитанням: «Цікаво — це має бути символічним?» Роберт Ширман та Ларс Пірсон у книзі «Хочемо вірити: критичний посібник з Цілком таємно, Мілленіуму і Самотніх стрільців», оцінив епізод 2.5 зірок з п'яти. Вони зауважили, що, незважаючи на те, що «багато (епізоду) працює… тому, що сцени між Доггеттом і Скаллі такі гарні», позитивні сторони епізоду «не були використані краще для більш захоплюючого епізоду; цей конкретний випадок навряд чи розвинув чиюсь дедуктивну майстерність». Пізніше Ширман і Пірсон написали, що якби цей епізод був «пригодою Малдера і Скаллі, це було б дном бочки».
Емілі ВанДерВерф з «The A.V. Club» нагородила епізод «С+» і розкритикувала як монстра, так й запрошених акторів. Щодо монстра, вона написала, що це «просто смішно» і його дизайн «м'який та загальний». Щодо запрошених акторів, вона написала, що акторський склад був заповнений «гравцями, що гальмують». Оглядачка зауважила, що епізод був кращим, «ніж його репутація», але він все ще був «знівельований якимось дуже дивним вибором історії та тупим монстром». Пола Вітаріс з «Cinefantastique» надала епізоду негативний відгук і відзначила його 1.5 зірки з чотирьох. Вона написала: «Якщо ви шукаєте напружений епізод монстрів тижня Цілком таємно — то це для вас». Крім того, вона розкритикувала лиходія, назвавши його «нудним монстром у макіяжі з фальшивим виглядом».
«Терпіння» отримало номінацію на премію Американського товариства кінематографістів — за видатні досягнення в кінематографії — регулярні серії.

## Знімалися
| Актор             | Роль          |
| ----------------- | ------------- |
| Роберт Патрік     | Джон Доггетт  |
| Джилліан Андерсон | Дейна Скаллі  |
| Гері Баллок       | Талл Джордж   |
| Євген Динарскі    | Ерні Стефанюк |
| Бредфорд Інгліш   | Джейл Ебботт  |
| Брент Секстон     | трунар        |